# Sansevieria braunii
Sansevieria braunii là một loài thực vật có hoa trong họ Măng tây. Loài này được Engl. & Krause miêu tả khoa học đầu tiên năm 1910.